# チャールズ・フェアリー

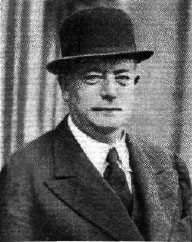
チャールズ・フェアリー

チャールズ・リチャード・フェアリー（Charles Richard Fairey 、1887年5月5日 - 1956年9月30日）はイギリスの航空機メーカー、フェアリーの創設者である。

## 概要
ロンドンのヘンドンに生まれた。商業学校で学ぶうち、11歳で父親が没し、15歳でアーク灯を製造するJandus Electric Companyに就職した。その後発電所で科学分析技術者になる一方、凧・模型飛行機協会の会員となり、模型飛行機の設計、製作の技術で知られるようになった。1910年にロンドンのクリスタル・パレスで開かれた、模型飛行機大会に参加し、彼の模型は153ヤードほどを飛んで1位となった。
1911年、24歳の時に無尾翼機を製作していた、Blair Atholl Syndicate ltdのマネージャーになり、1913年にショート・ブラザーズ( Short Brothers) にチーフ・デザイナーとして雇われた。第一次世界大戦が始まると、軍に志願したが、航空エンジニアとしての技術をみこまれ、入隊できなかった。1915年に28歳で、自らの会社Fairey Aviationを創立した。その後の40年間、航空業界で働いた。王立航空協会(Royal Aeronautical Society)の会長を務めた。